# El poder de tres
El poder de tres (The Power of Three) es el cuarto episodio de la séptima temporada moderna de la serie británica de ciencia ficción Doctor Who, emitido originalmente el 22 de septiembre de 2012. Supuso la primera aparición en la serie de Jemma Redgrave interpretando a Kate Stewart, la hija del Brigadier Lethbridge-Stewart.

## Argumento
Amy Pond y Rory Williams han intentado ajustarse a la vida normal sin viajar con el Undécimo Doctor. Un día, miles de millones de pequeños cubos de color negro comienzan a aparecer por todo el planeta, pero parecen ser inertes e indestructibles. El Undécimo Doctor llega para ayudar, alertado por la noticia. UNIT irrumpe en casa de los Pond poco después de la llegada del Doctor. La líder de la unidad de UNIT es la consejera científica Kate Stewart, hija del fallecido amigo del Doctor y antiguo comandante de UNIT, el Brigadier Lethbridge-Stewart. Kate le explica que no tienen idea del propósito de los cubos y esperan que el Doctor pueda ayudar. Tras pasar varios días vigilando los cubos sin que nada extraño ocurra, el Doctor decide que no hay ningún problema y deja al padre de Rory, Brian, a cargo de vigilar los cubos mientras él se marcha en la TARDIS.
Durante el siguiente año, Amy y Rory viven su vida, y hacen compromisos a pesar de no saber si estarán siempre disponibles. El Doctor les visita en la fiesta de su aniversario de boda, y les lleva de viaje siete semanas, aunque les devuelve sólo unos minutos después de marcharse. Brian nota su ausencia y, en privado, le pregunta al Doctor el destino de sus anteriores acompañantes. El Doctor admite que aunque la mayoría se marcharon por su propia voluntad o se quedaron atrás, algunos han muerto, pero le promete que no le sucederá nada a Amy ni a Rory. La humanidad se ha olvidado de la llegada de los cubos, y los usa como pisapapeles o para cualquier otra tarea mundana. Sin saberlo nadie, en el hospital en el que trabaja Rory una niña con un cubo controla a una pareja de auxiliares de enfermería con caras distorsionadas para que capturen a algunos pacientes seleccionados.
Un año después de su llegada, los cubos comienzan a activarse, usando las redes de información del planeta y actuando en autodefensa. El Doctor se da cuenta de que los cubos forman parte de una "invasión lenta". Mientras Rory y Brian van al hospital a ayudar a los heridos por los cubos, el Doctor y Amy son llamados al cuartel de UNIT bajo la Torre de Londres, donde Kate les muestra varos cubos investigados, cada uno con un comportamiento diferente. Los cubos entonces muestran todos al mismo tiempo el número 7, y comienzan a contar lentamente hacia atrás. Mientras tanto, en el hospital, los dos auxiliares de enfermería se llevan a Brian a un ascensor, donde desaparecen. Rory pronto les sigue y descubre que la parte trasera del ascensor es un portal a una nave espacial en la órbita de la Tierra.
Los cubos se abren a la vez cuando llegan al cero, y parecen vacíos, pero pronto comienza a haber noticias de gente muriendo de infarto por todo el planeta. El Doctor se da cuenta de que uno de sus dos corazones se ha parado, y descubre que los cubos están enviando un dispositivo eléctrico para matar a un tercio de la humanidad. El equipo de Kate sigue una comunicación de los cubos hacia siete puntos diferentes por todo el planeta, incluida una en el hospital de Rory, y el Doctor y Amy corren hacia allí. Amy usa un desfibrilador para poner en marcha el corazón del Doctor. Encuentran a la niña, que el Doctor identifica como una androide, y la desactiva antes de localizar el ascensor y el portal.
A bordo de la nave, Amy y Rory rescatan a Brian mientras el Doctor encuentra un holograma de un miembro de los Shakri, que, según la leyenda gallifreyana, eran autoproclamados "controladores de plagas" en el universo. El Shakri dice que él y seis otras naves enlazadas a los otros puntos están allí para eliminar a la humanidad antes de que se extienda por la galaxia, y se prepara para lanzar una segunda oleada de cubos para matar aún más antes de desaparecer. El Doctor usa el ordenador de la nave para revertir el shock de los cubos a las víctimas, restaurándolos, y los tres escapan de la nave antes de que la retroalimentación de los cubos provoque su explosión. Al recuperarse el mundo, el Doctor se prepara para partir, cuando Brian insiste en que Amy y Rory vayan con él, diciendo que las aventuras que tienen con él son una oportunidad única en la vida, y le dice al Doctor "simplemente traelos de vuelta sanos y salvos". Los tres se despiden de Brian y se marchan en la TARDIS.

### Continuidad
El episodio presenta a Kate Stewart, hija del Brigadier Lethbridge-Stewart, acompañante y amigo del Doctor durante la serie clásica. El personaje fue creado inicialmente por Marc Platt para la historia de vídeo Downtime, lanzada en 1995 y que no contaba con la licencia de BBC, lo que marca la primera vez que un personaje creado independientemente de la producción en un spin-off se muestra en la serie principal. Kate menciona que retiró el "Lethbridge" de su apellido para que fuera juzgada por sus propios méritos.
El Doctor le dice a Brian que algunos de sus antiguos acompañantes han muerto. Esto es una referencia a Katarina, Sara Kingdom y Adric. En cierto punto, el Doctor, Amy y Rory se relajan y comen palitos de pescado con natillas, una referencia a En el último momento. La comida de Amy y Rory en el recién abierto hotel Savoy es arruinada por "una nave espacial Zygon aparcada bajo el Savoy". Los Zygons aparecieron anteriormente en el serial del Cuarto Doctor Terror of the Zygons (1975) y reaparecerían en la serie en El día del Doctor (2013). La Torre de Londres ya servía como base de UNIT en La invasión en Navidad, y se volvió a mencionar como tal en La estratagema Sontaran.

## Producción

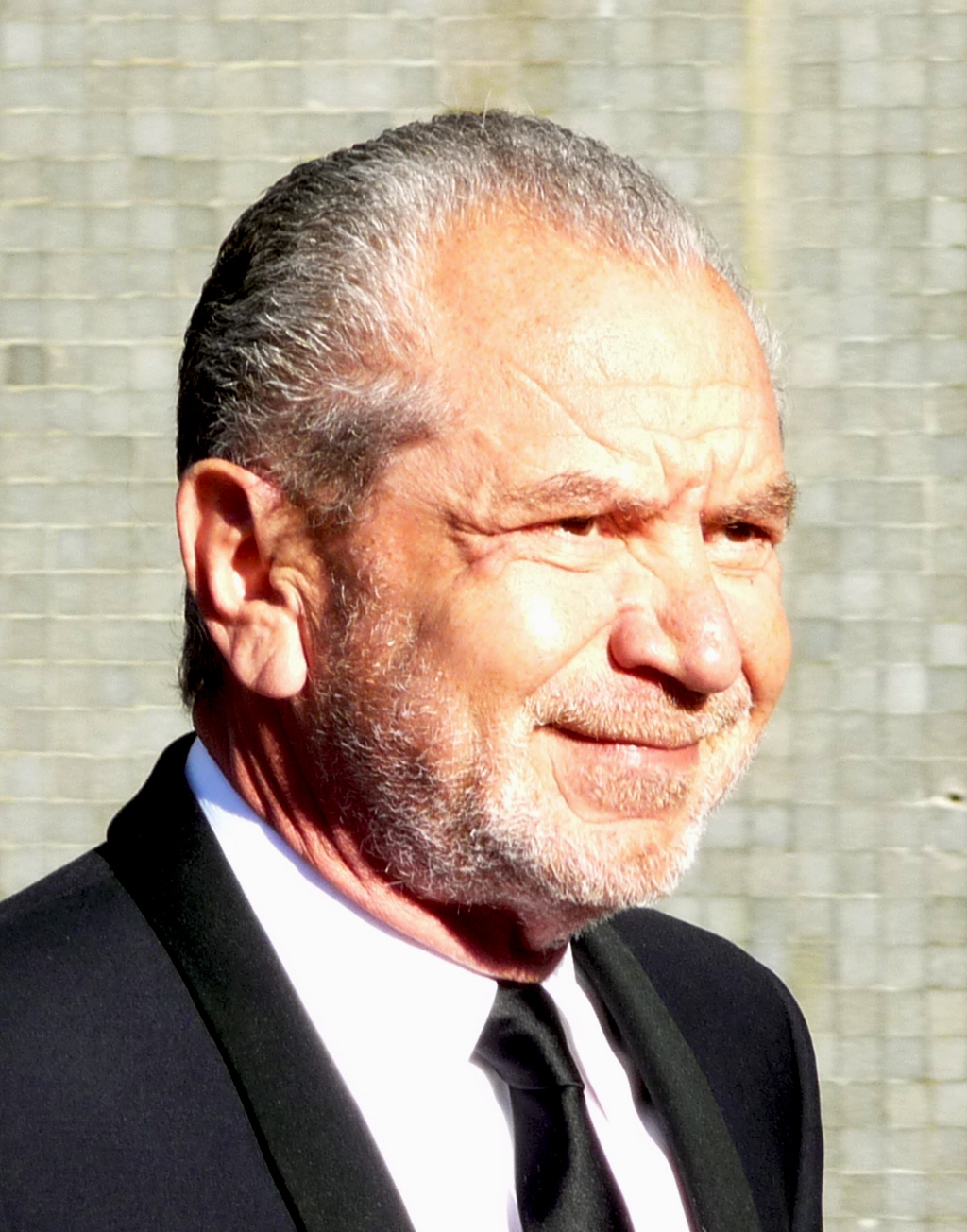
En el episodio hace un cameo Alan Sugar, en el decorado de su programa The Apprentice.

El título original del episodio iba a ser Cubed (Cubos), pero después se anunció como El poder de tres. Chris Chibnall había escrito anteriormente cuatro episodios de la serie, incluyendo Dinosaurios en una nave espacial en la séptima temporada. Chibnall describió El poder de tres como "una agradable gran historia de invasión de la Tierra", pero diferente a todo lo que se había hecho antes, ya que se enfocaba en el tiempo de Amy y Rory con el Doctor y el impacto que tuvo en sus vidas. Dijo que más que nunca está contada desde el punto de vista de Amy y Rory, y todo va sobre celebrarlos antes de que se marchen en el siguiente episodio.

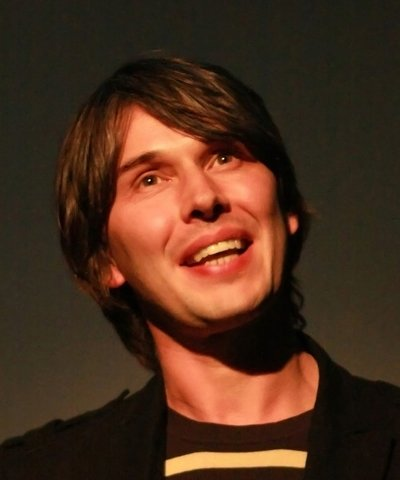
El físico Brian Cox también hizo un cameo, teorizando sobre el origen de los cubos.

A petición de Chibnall, en El poder de tres regresó UNIT, que habían aparecido por primera vez en The Invasion (1968), y se habían convertido en regulares durante la era del Tercer Doctor (Jon Pertwee). En el episodio se revela que ahora Kate Stewart es la encargada de UNIT. Ella es la hija del fallecido Brigadier Lethbridge-Stewart, cuya muerte (motivada por el fallecimiento del actor Nicholas Courtney a principios de 2011) descubrió el Doctor en La boda de River Song. A Matt Smith le gustó trabajar con Jemma Redgrave, describiéndola como "elegante, divertida y encantadora, y una absoluta delicia".

## Emisión y recepción
Las mediciones nocturnas de audiencia mostraron que el episodio fue visto por 5,49 millones de espectadores en directo. La medición definitiva fue de 7,67 millones, siendo el 13er programa más visto de la semana en toda la televisión británica, y el quinto en BBC One. La puntuación de apreciación fue de 87, considerada "excelente".
El poder de tres recibió en general críticas positivas. Dan Martin de The Guardian dijo que "le encantó endiabladamente" el episodio, calificándolo como "una carrera nostálgica a través de los mejores momentos de la era de Russell T Davies". Sin embargo, notó que "también tenía las debilidades de algunas de las aventuras de Davies - el final estaba tan poco trabajado que incluso un botón mágico no pudo explicarlo - pero El poder de tres fue, en todos los sentidos, completamente maravilloso". Neela Debnath de The Independent, alabó la forma en que el episodio mostró la vida de los acompañantes fuera de la TARDIS y celebraba a Amy y Rory, así como la presentación de Kate Stewart y su conexión con el Brigadier.
Patrick Mulkern de Radio Times lo describió como "televisión hecha con belleza", y dio la bienvenida a Kate como un "añadido maravilloso". Sin embargo, dijo que "no se creyó del todo la solución del Doctor". Keith Phipps de The A.V. Club le dio al episodio un Notable alto. A pesar de notar que la trama era "bastante estándar", y "frustrada con demasiada facilidad", escribió que la idea de los cubos y la "invasión lenta" era "una idea ejecutada con inteligencia". Matt Risley de IGN le dio al episodio un 8 sobre 10, escribiendo que los tres primeros cuartos fueron "simplemente brillantes" por la emoción y el humor. Sin embargo, criticó la "resolución apresurada" y la falta de explicación para los alienígenas en el hospital. Morgan jeffery de Digital Spy le dio al episodio 4 estrellas sobre 5, describiéndolo como "un episodio de Doctor Who emocional, divertido y participativo" a pesar de la resolución decepcionante.
Russell Lewin de SFX le dio al episodio 3,5 estrellas sobre 5, nombrándolo como el mejor episodio de Doctor Who de Chibnall. Aunque notó que "el final iba a ser siempre una potencial decepción... y lo es", había "mucho que disfrutar antes" como a UNIT y el humor. Gavin Fuller del Daily Telegraph, le dio 2,5 estrellas sobre 5, diciendo que no avanzaba la historia antes del final que le seguiría. Describió los primeros 20 minutos como demasiado espesos y "con mucha exposición pero poca cosa más" y señaló la acción inexplicada en el hospital de Rory. Sin embargo, le encantó la conversación de Amy y el Doctor, y "el elemento de la cuenta atrás y el misterio de los cubos", pero encontró la explicación falta de originalidad y la conclusión demasiado fácil.